# Josef Zurkirchen
Josef Zurkirchen (* 1900 in Bessarabien; † 1993 in Schruns) war ein österreichischer Heimatforscher schweizerischer Abstammung.

## Leben
Josef Zurkirchen war als erfolgreicher Journalist jahrelang in den USA tätig. Im Jahre 1965 kam er durch Zufall als Gast ins Montafon – nicht ahnend, dass er der große Pionier der Heimatkunde dieses Tales werden sollte.
Ergebnis seines langjährigen Wirkens ist unter anderem das Talschaftsarchiv, das seit dem Jahre 2002 im neuen Montafon-Archiv des Montafoner Heimatmuseums in Schruns untergebracht ist. Das Archiv beherbergt eine herausragende Sammlung historischer Dokumente zur Geschichte des Tales Montafon.

## Auszeichnungen
- 1974: Goldener Ehrenring der Gemeinde Bartholomäberg[1]
- 1978: Silbernes Ehrenzeichen des Landes Vorarlberg[2]
- 1982: Toni-Russ-Preis
- Josef-Zurkirchen-Weg in Vandans

## Publikationen
- Montafoner Heimatbuch. 1974.
- Heimatbuch Gaschurn-Partenen. 1985.
- Heimatbuch St. Gallenkirch-Gortipohl-Gargellen. 1988.
- Heimatbuch St. Anton im Montafon. 1989.